# حارة قديح الشايف (صنعاء)
قديح  الشايف هي إحدى حارات حي سدس احداق بمدينة الروضة شمال العاصمة اليمنية "صنعاء"، بلغ تعداد سكانها 560 نسمة حسب تعداد اليمن لعام 2004.